# Lumsen, Lappland
Lumsen är en sjö i Storumans kommun i Lappland och ingår i Umeälvens huvudavrinningsområde. Sjön har en area på 2,3 kvadratkilometer och ligger 266,2 meter över havet. Sjön avvattnas av vattendraget Hattnijaurbäcken.

## Delavrinningsområde
Lumsen ingår i det delavrinningsområde (721436-159560) som SMHI kallar för Utloppet av Lumsen. Medelhöjden är 311 meter över havet och ytan är 24,64 kvadratkilometer. Det finns inga avrinningsområden uppströms utan avrinningsområdet är högsta punkten. Hattnijaurbäcken som avvattnar avrinningsområdet har biflödesordning 2, vilket innebär att vattnet flödar genom totalt 2 vattendrag innan det når havet efter 217 kilometer. Avrinningsområdet består mestadels av skog (75 procent). Avrinningsområdet har 2,39 kvadratkilometer vattenytor vilket ger det en sjöprocent på 9,7 procent.